# Torre Tanque
La Torre Tanque es un emblema de la prestación del servicio de agua en Mar del Plata. Se encuentra ubicada en la esquina de Falucho y Mendoza, en el punto más alto de la Loma de Stella Maris. 
Los agentes de promoción de Obras Sanitarias brindan información acerca del funcionamiento de la Torre Tanque, su historia y la operatividad del sistema de abastecimiento en la zona. El objetivo de la atención al público se basa en que todos puedan tener acceso a esta reliquia histórica de la ciudad, la cual es el símbolo de la llegada del agua corriente a Mar del Plata.

## Historia
La torre Tanque fue inaugurada el 30 de enero de 1943, con la presencia del entonces presidente Ramón Castillo.
En 2013, fue declarada Monumento Histórico Arquitectónico Nacional por ser un emblema de la ciudad.

## Características
La torre tiene una altura de 40,75 metros y está construida sobre el punto más alto de la Loma de Stella Maris, resultando en una altura total de 88,40 metros sobre el nivel del mar. Tiene una capacidad del tanque de 500 000 l de agua potable, aunque la cantidad de los depósitos de reserva al pie de la torre tanque tiene 13 000 000 de litros.
Se puede subir a la torre a través de 194 escalones u optar por el ascensor.
Uno de los edificios emblemáticos de Mar del Plata que se puede ver desde la Torre Tanque es el Havanna, el edificio más alto de la ciudad.
La Torre Tanque fue terminada gracias a un llamado a concurso de ante-proyectos en 1939 para satisfacer las necesidades de agua. En el mismo hubo 6 opciones pero terminó ganando el arquitecto Cornelio Lange, haciendo la torre de estilo Tudor.
Este lugar tiene una de las mejores vistas de la ciudad, teniendo los cuatro puntos cardinales al alcance, pudiendo contemplarse los paisajes más bellos de la ciudad.
En su mirador se puede permitir un máximo de 50 personas.
En el lugar se puede ver fotos y diarios antiguos que relatan todo lo hecho antes y después de hacerse la torre.
Es quizás la única ciudad en el mundo de su magnitud que se provee exclusivamente de pozos semi-sumergidos que la extraen de un acuífero de buena calidad.
Es importante recalcar que la Torre Tanque fue destacada por TripAdvisor como una de las principales atracciones de Mar del Plata, haciendo hincapié, principalmente, en el Mirador del edificio que permite obtener una visual única de la ciudad hacia los cuatro puntos cardinales.

## Galería de imágenes

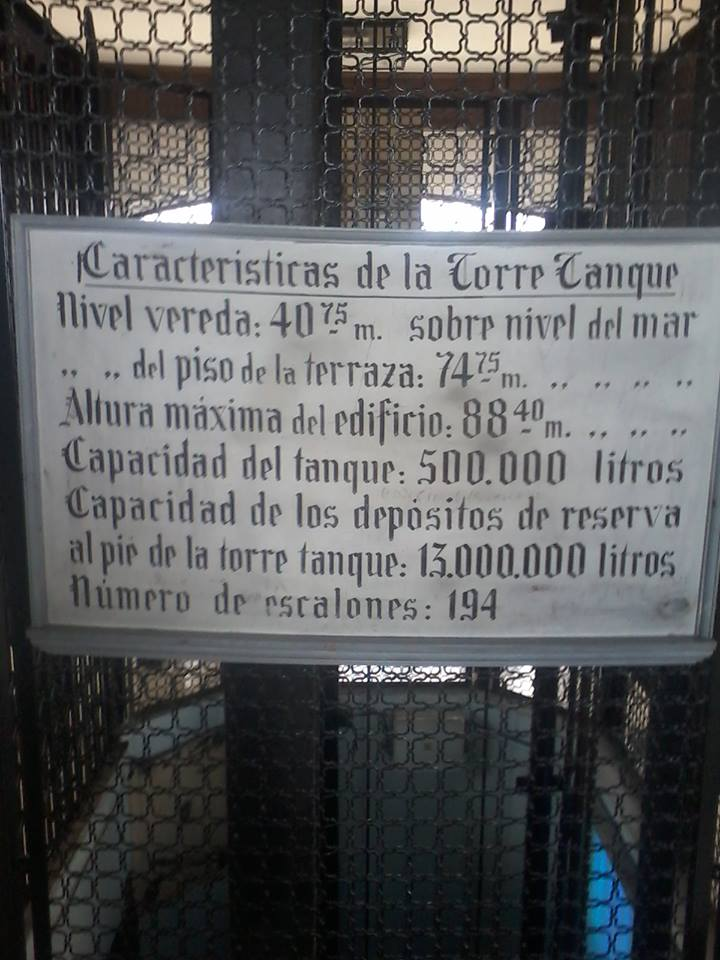
Características de la torre
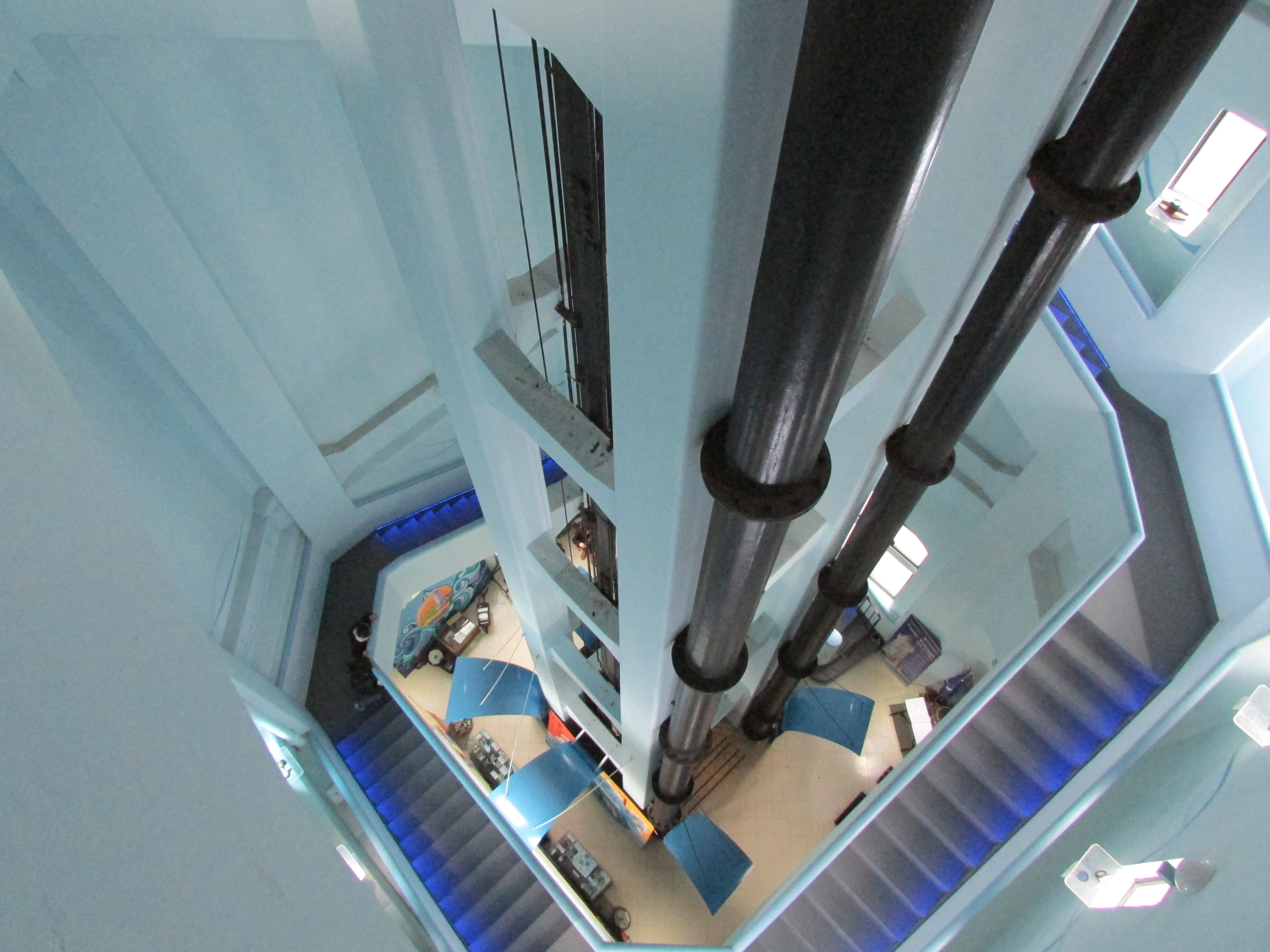
Vista interior
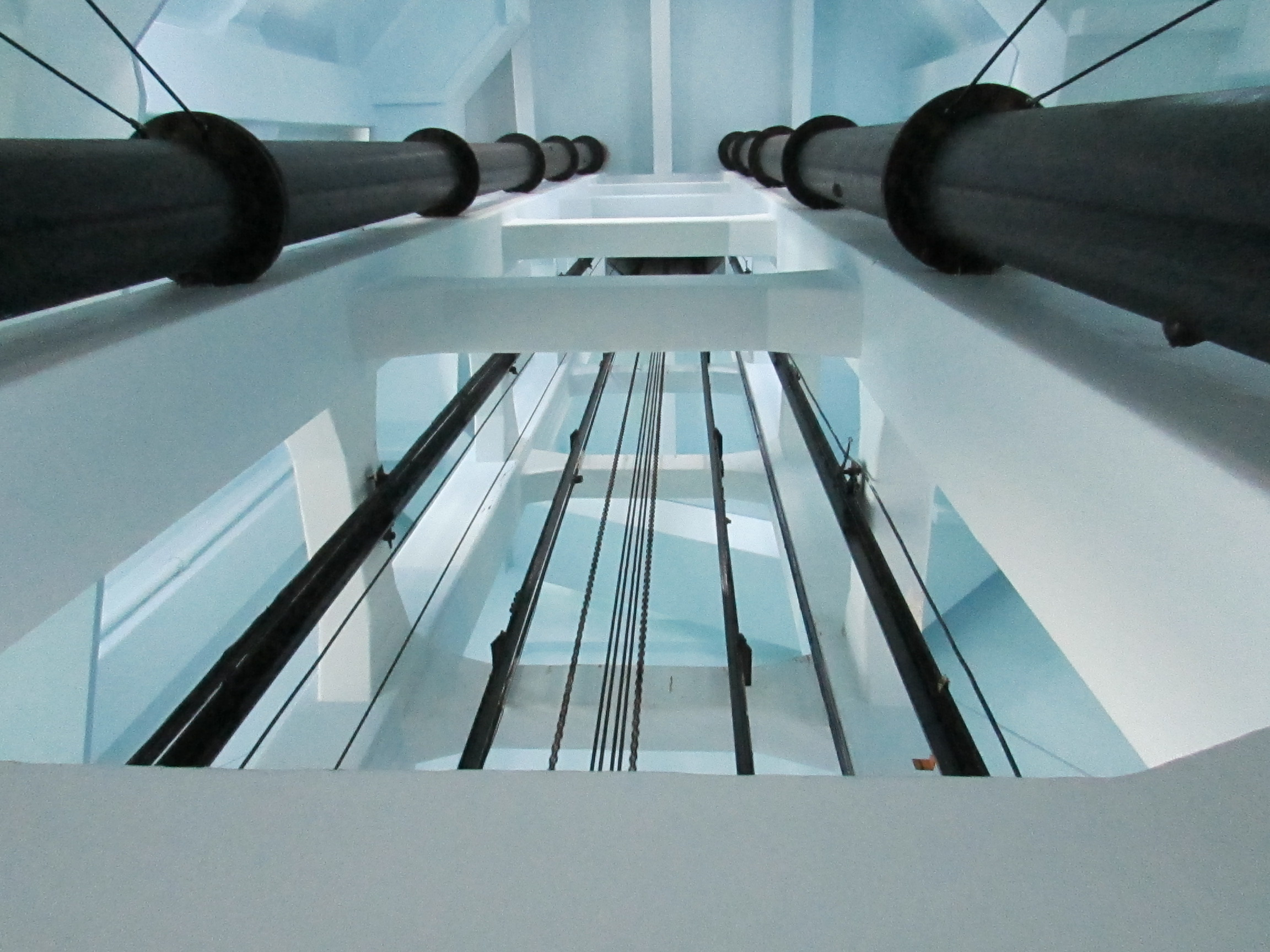
Vista interior
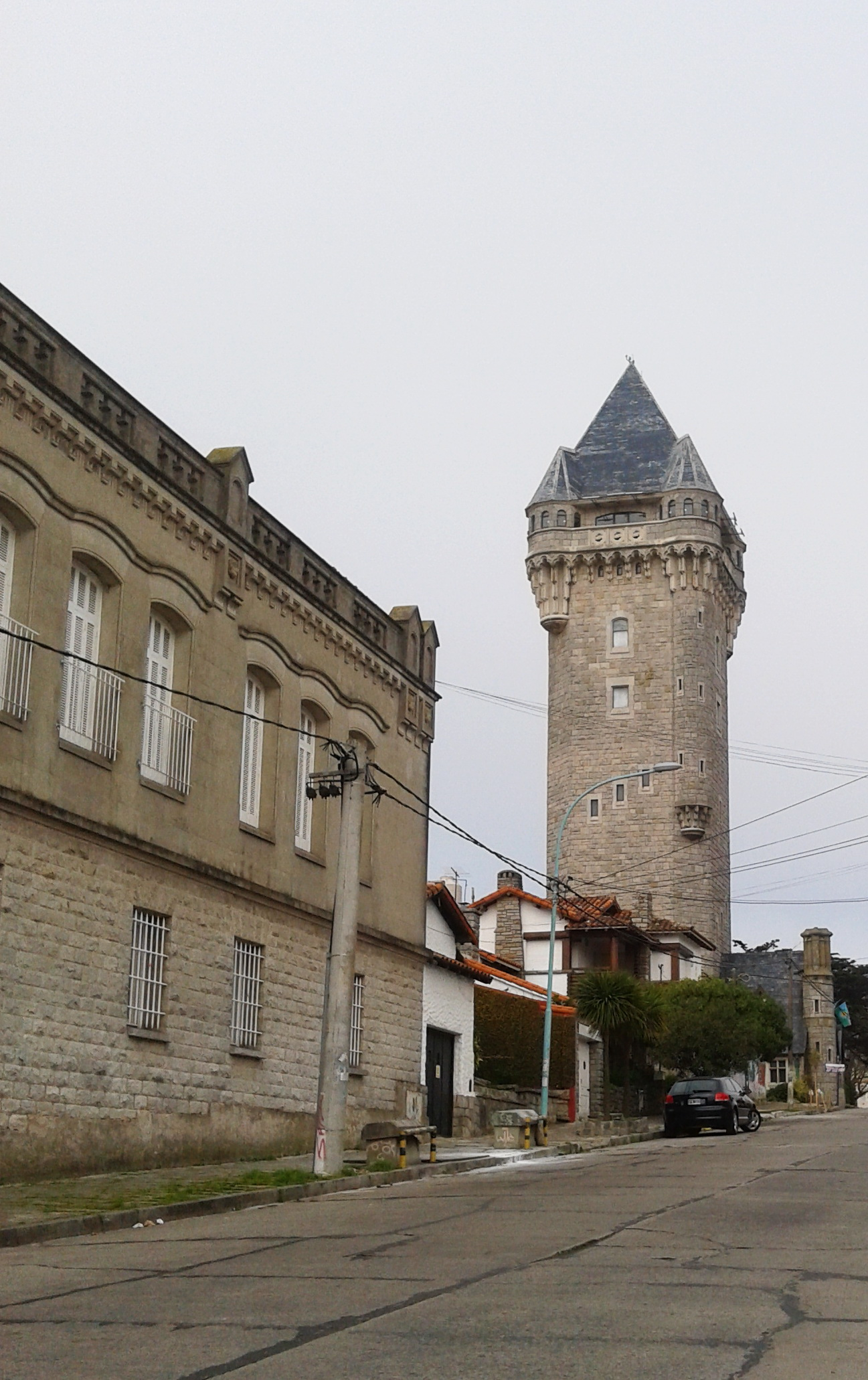
Entorno de la torre
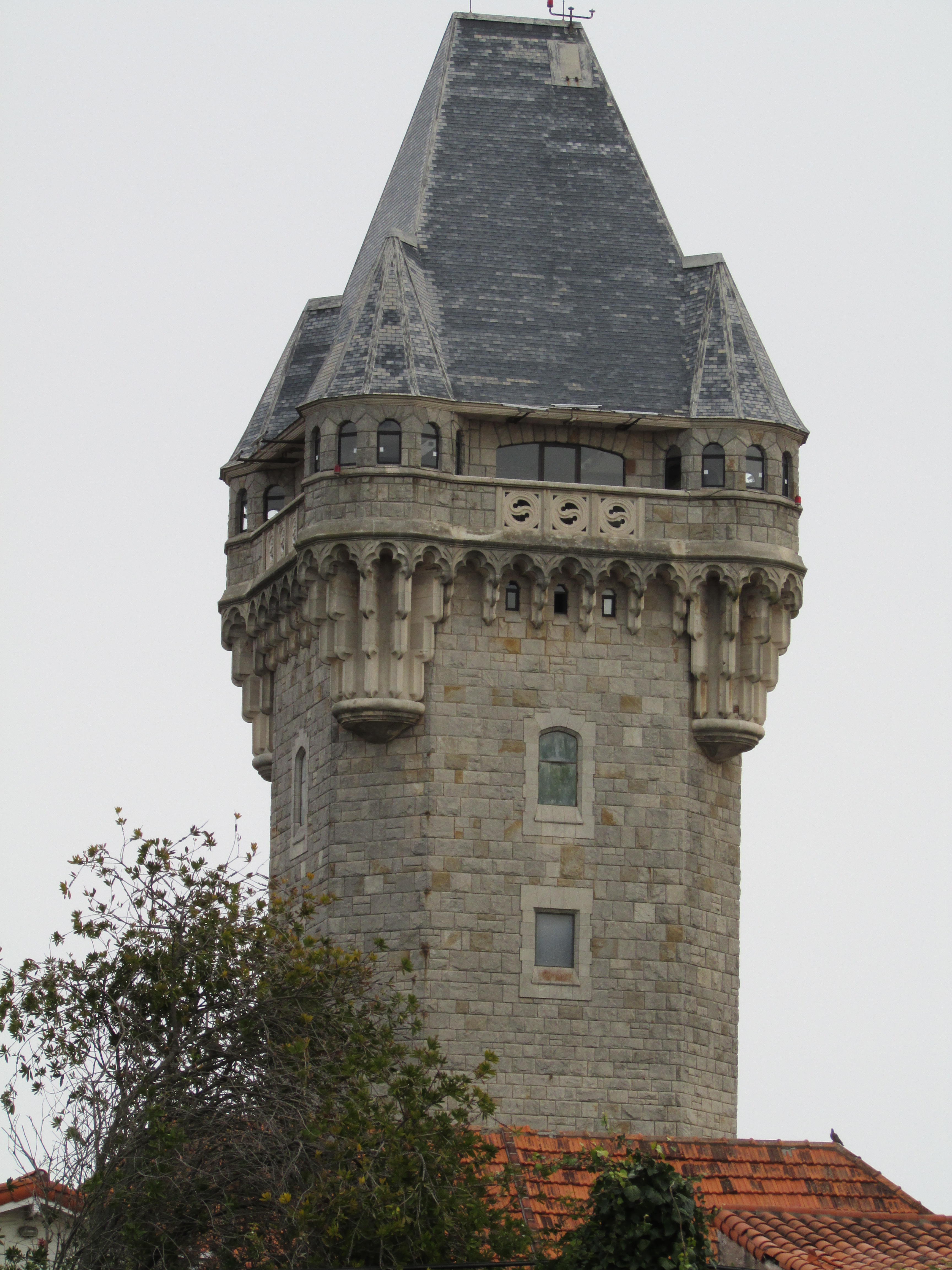
Detalle
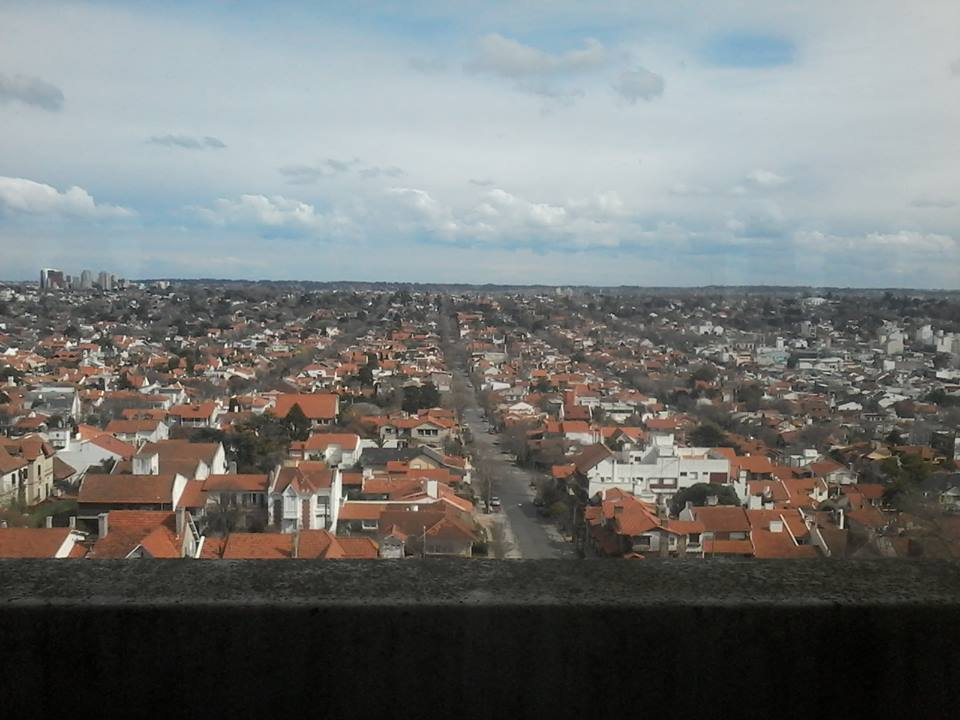
Vista de Mar del Plata desde la torre
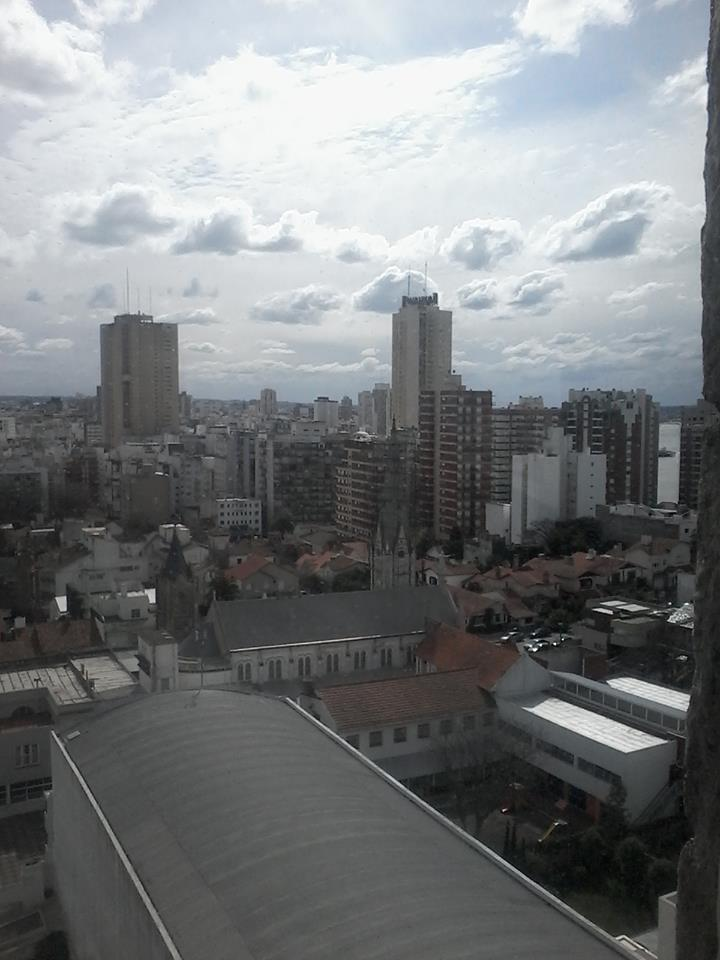
Vista hacia el centro de la ciudad
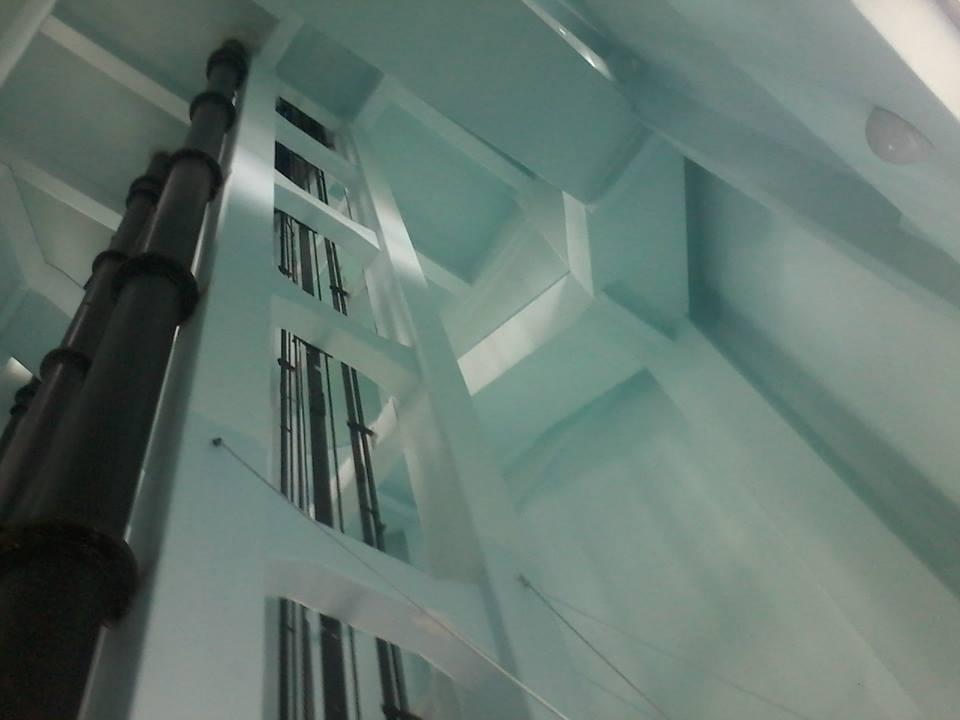
Ascensor